# Stéphane Sarrazin

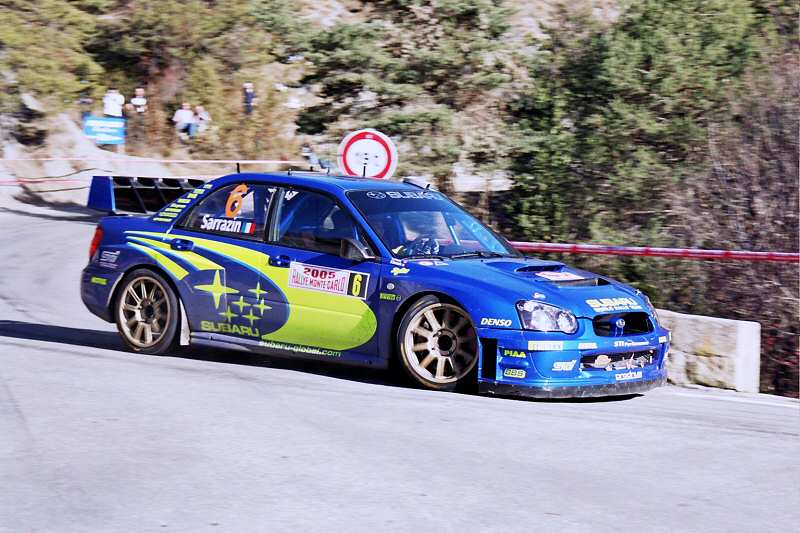
Stéphane Sarrazin conduint un Subaru Impreza al Ral·li Monte-Carlo

Stéphane Sarrazin és un corredor francès de Fórmula 1 i corredor de ral·lis del Campionat Mundial de Ral·lis de la Federació Internacional d'Automobilisme (FIA). Va néixer el 2 de novembre de 1974 a Alèst, Gard.
Després de 2 anys a la Fórmula 3 francesa va passar a la Fórmula 3000 el 1998. L'any següent, l'11 d'abril de 1999 va debutar al Gran Premi del Brasil amb l'equip Minardi. Va substituir el Luca Badoer. Va aconseguir zero punts en el campionat. Durant el 1999 - 2001 va ser pilot de proves de l'equip Prost de Fórmula 1 i per Toyota durant el 2002.
El 2003 Sarrazin va córrer la Superfund World Serie. El 2004 va passar a competir en ral·lis disputant dos proves del Campionat Mundial de Ral·lis quedant quart. Sarrazin va formar part de l'equip Subaru tenint com a copilot Chris Atkinson i compartint equip amb el campió Petter Solberg. L'any 2004, també amb Subaru, guanyà el Campionat de França de Ral·lis.
Stéphane Sarrazin va conduir un Aston Martin DBR9 en la fórmula GT1 de l'edició del 2006 de les American Le Mans Series, però va anunciar el 10 de gener que el 2007 passaria a ser el conductor oficial de l'equip Peugeot Sport en les Sèries Le Mans, conduint el nou prototip Le Mans Peugeot 908 dièsel.